# Lago Ficht
El lago Ficht (en alemán: Fichtsee) es un lago situado en la región administrativa de Alta Baviera, en el estado de Baviera (Alemania), a una elevación de 595 metros; tiene un área de 103 hectáreas. 